# Santa María "Regina Pacis" en Ostia mare (título cardenalicio)
Santa María Regina Pacis en Ostia mare es un título cardenalicio de la Iglesia católica. Fue instituido por el papa Pablo VI en 1973 con la Constitución apostólica Hac nostra aetate.

## Titulares
- James Darcy Freeman (5 de marzo de 1973 - 16 de marzo de 1991)
- Pham Dinh Tung (26 de noviembre de 1994 - 22 de febrero de 2009)
- Laurent Monsengwo Pasinya (20 de noviembre de 2010 - 11 de julio de 2021)
- William Goh Seng Chye (27 de agosto de 2022)